# غيورغ فوستر
يوهان جورج أدم فورستر (27 نوفمبر 1754- 10 يناير 1794) عالم تاريخ طبيعي، عالم في علم الأعراق، كاتب مغامرات، صحفي وثوري. تأثر كثيرا بوالده يوهان راينهولد فورستر، حيث رافقه وهو ما زال في سن مبكرة في العديد من الحملات العلمية التي قام بها بما في ذلك رحلة جيمس كوك الثانية للمحيط الهادئ.
ساعد تقريره عن تلك الرحلة المنشورة تحت اسم «رحلة حول العالم» بشكل كبير في دراسة علم الأعراق لشعب بولينيزيا وما زال يعتبر إلى الآن عملا محترما. ساعده هذا التقرير أيضا على القبول في الجمعية الملكية وهو ما زال في الثانية والعشرين من عمره. يعتبر يوهان فورستر واحدا من أهم مؤسسي أدب السفر العلمي الحديث.
بعد عودته إلى القارة الأوروبية، إتجه فورتسر إلى المجال الأكاديمي. ففي عام 1977، سافر إلى باريس لمناقشة الثوري الأمريكي بنجامين فرانكلين، ثم إلى الكوليجيوم كارولينوم في أوتونيوم، كاسل حيث قام بتدريس التاريخ الطبيعي في الفترة ما بين عام 1778-1784، قبل أن يلتحق بأكاديمية فيلنا (جامعة فيلنيوس) في الفترة ما بين عام 1784-1787.
في عام 1788، تم تعينه في منصب أمين مكتبة جامعة ماينتس، الفترة التي اعتبرها الكثير هي أوج نشاطه حيث كتب العديد من المقالات في علم النبات وعلم الأعراق، ترجم العديد من كتب الرحلات والاستكشافات العلمية كان من ضمنها الترجمة الألمانية لمذكرات كوك.
يمكن القول أن فورستر شخصية محورية في عصر التنوير في ألمانيا، متوافق مع الكثير من أقرانه، بما في ذلك صديقه المقرب جورج كريستوف ليشتنبرغ. ألهمت أفكاره وشخصيته ألكسندر فون هومبولت، أحد أعظم علماء القرن التاسع عشر.
عندما احتل الفرنسيون مدينة ماينتس في عام 1792، ظهر فورستر كأحد مؤسسي نادي اليعاقبة صاحب الدور الرائد في ظهور جمهورية ماينتس، الدولة الجمهورية الأولى في ألمانيا. مع حلول يوليو 1793، أثناء تواجده في باريس كمندوب لجمهورية ماينتس الصغيرة، استعادت قوات التحالف البروسي والنمساوي السيطرة على المدينة وتم إعلان فورستر كخارج عن القانون.
ليبقى بقية حياته بعيدا عن أصدقائه وعائلته، غير قادر على العودة إلى ألمانيا. توفي فورستر في باريس في أوائل عام 1794 بعد معاناه طويلة من المرض.

## السيرة الذاتية

### النشأة
ولد جورج فورستر في قرية صغيره في ناسينهوبن (موكوي دوور) بالقرب من دانزيغ (غدانسك)، في منطقة بروسيا الملكية، في الكومنولث البولندي الليتواني. الابن الأكبر لعالم الطبيعة والراعي الإصلاحي يوهان راينهولد فورستر، وجوستينا إليزابيث (الاسم قبل الزواج «نيكولاي»)، رزق الثنائي بست أبناء غيره.
في عام 1765، كلفت الإمبراطورة الروسية كاثرين الثانية والده بالسفر عبر روسيا في رحلة بحث وتحقيق عن وضع المستعمرات الألمانية على نهر الفولغا. اصطحب يوهان ولده البالغ من العمر وقتها عشر سنوات فقط في رحلته التي وصلت إلى سهب كالميكيا على نهر الفولغا السفلي، اكتشف فيها مع والده العديد من الأنواع الجديدة، كما تعلم كيفية إجراء البحوث العلمية ورسم الخرائط.
اتقن فورستر الصغير اللغة الروسية في تلك الرحلة.
لم يجني فورستر من تقريره والذي تضمن انتقادات لاذعه لحاكم ساراتوف المال الذي كان يتوقعه من المحكمة، فاضطروا إلى نقل محل سكنهم حتى استقروا في إنجلترا في عام 1766. أعال والده اسرته بعمله في أكاديمية ديسنتر في وارينغتون مع بعض أعمال الترجمة. عندما بلغ جورج فورستر سن الثالثة عشر، نشر كتابه الأول بعنوان «ترجمة إنجليزية لتاريخ لميخائيل لومونوسوف في روسيا». حاز الكتاب على تعليقات جيده في الأوساط العلمية.

### حول العالم مع كابتن كوك

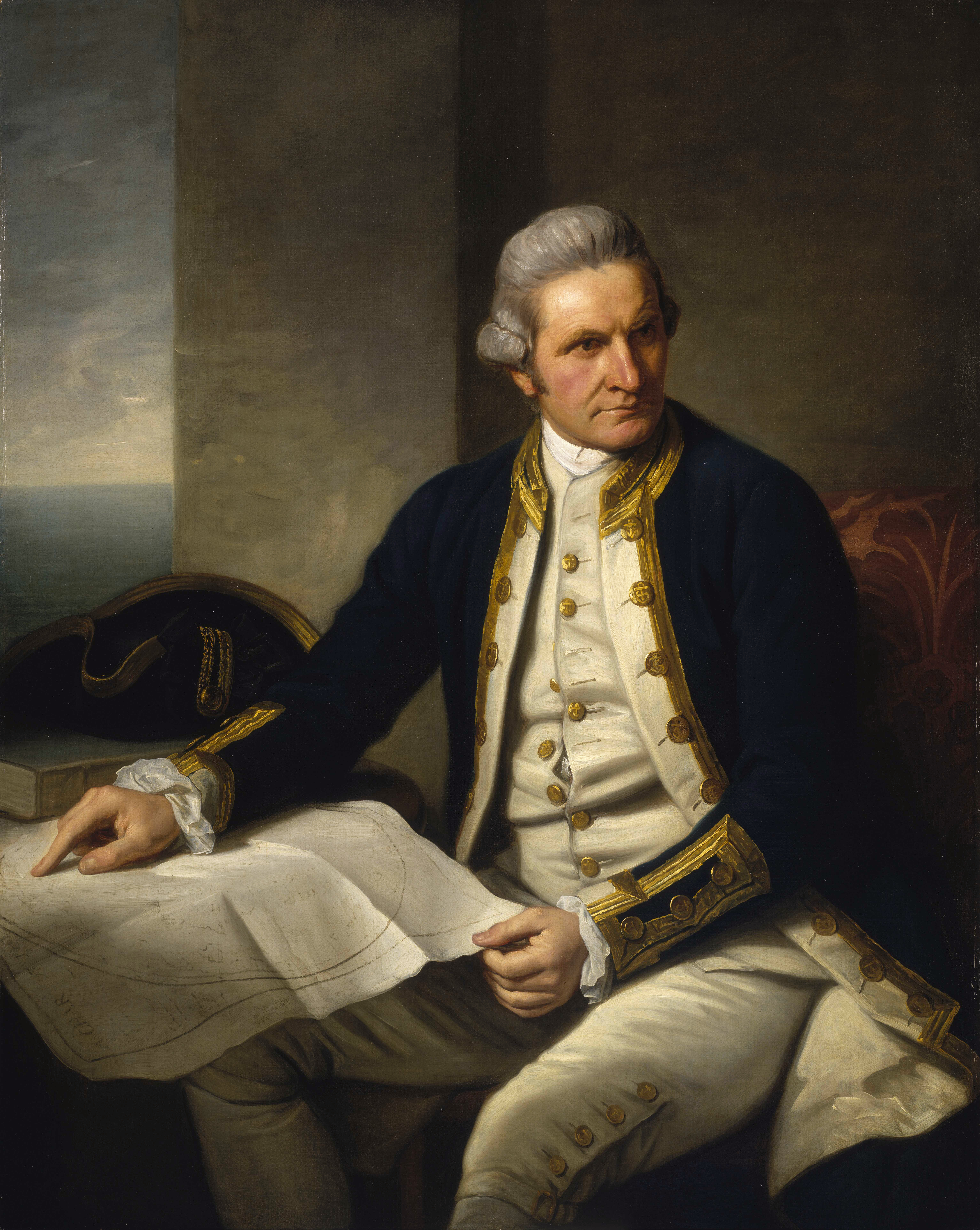
جيمس كوك، لوحة للرسام ناثانييل دانس، عام 1775، المتحف البحري الوطني، غرينتش

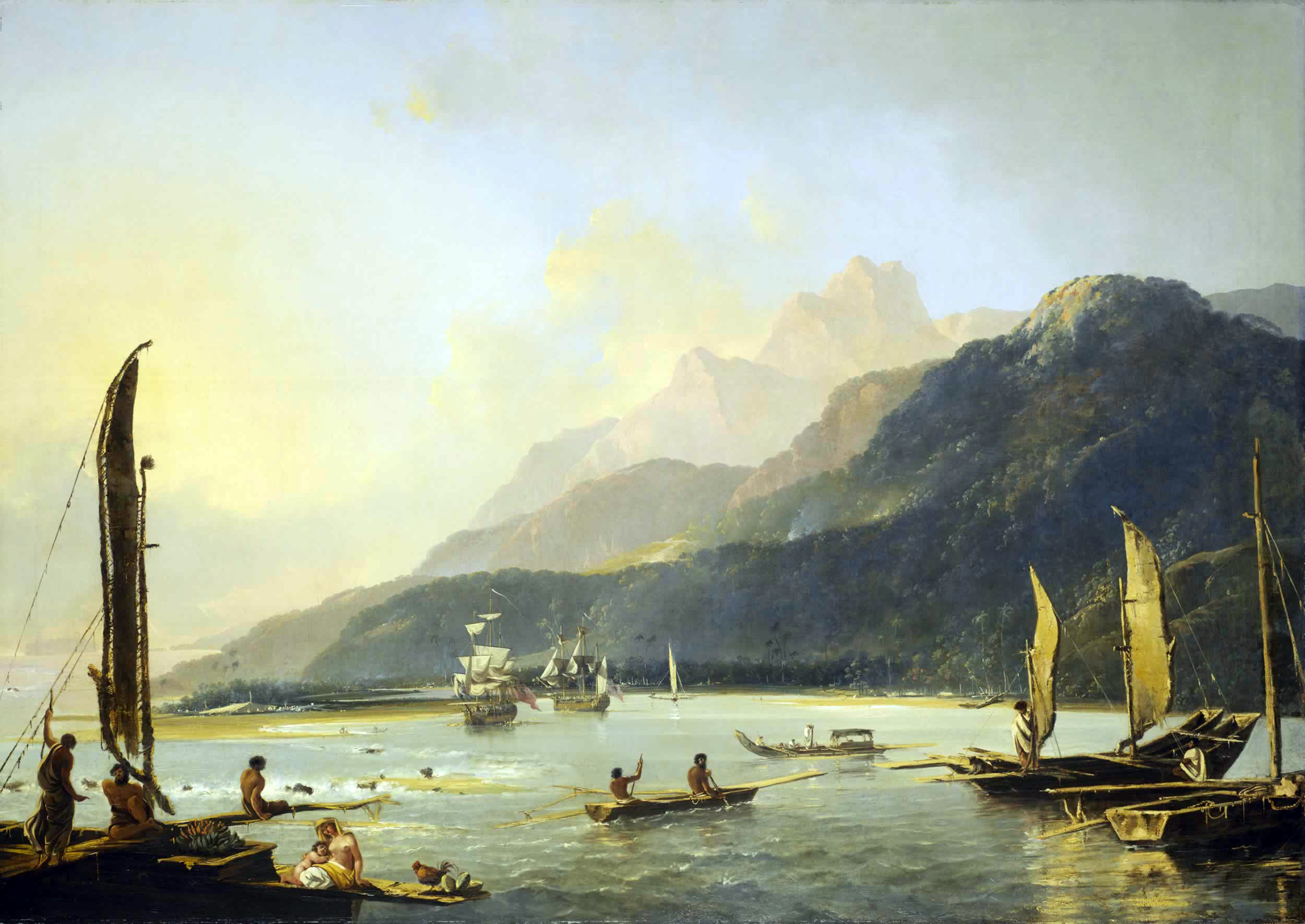
بعثة القرار والمغامرة في خليج ماتافاي من قبل ويليام هودجز

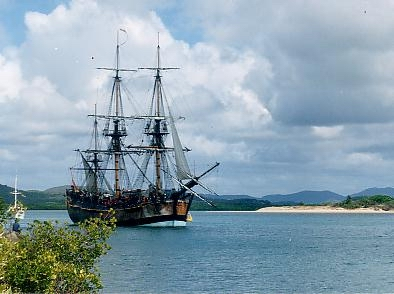
نسخة من سفينة كوك ترسو في ميناء مدينة كوك في نفس المكان الذي رست فيه السفينة الأصلية لمدة 7 أسابيع عام 1770م.

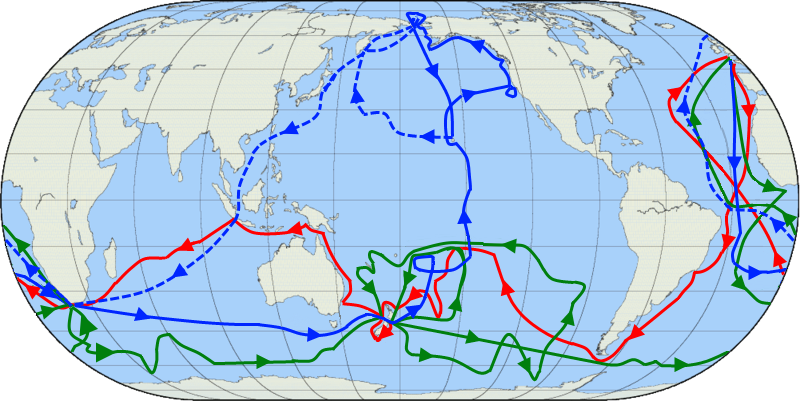
رحلة كوك الثانية مبينة باللون الأخضر

جزء من رحلة كوك الثانية حول القارة القطبية الجنوبية.

في عام 1772، أصبح والد فورستر عضوا في الجمعية الملكية. أدي هذا إلى سحب جوزيف بانكس دعوته من الأميرالية البريطانية للانضمام إلى رحلة جيمس كوك الثانية إلى المحيط الهادئ (1772-1775). إنضم جورج إلى والده مره أخرى وتم تعيينه رساما للرحلة. كان غرض الرحلة هو الاستكشاف ودراسة الطبيعه.
بدأت البعثة رحلتها في 13 يوليو 1772، من بليموث. كان مسار السفينة هو عبور جنوب المحيط الأطلسي، ثم عبور المحيط الهندي والمحيط الجنوبي إلى جزر بولينيزيا وأخيراً حول كايب هورن إلى إنجلترا، عادت البعثة في 30 يوليو 1775. زارت البعثة التي استمرت ثلاث سنوات نيوزيلندا، جزر تونغا، كاليدونيا الجديدة، تاهيتي، جزر ماركيساس وجزيرة إيستر.
تميزت الرحلة بأنها أبعد رحلة استكشافية ذهبت جنوبا، حيث كانوا بالقرب من قارة القارة القطبية الجنوبية أنتارتيكا. دحضت الرحلة بشكل قاطع النظرية التي تنص على وجود قارة كبيرة بالجنوب صالحة للعيش بها.
تحت إشراف والده، بدأ جورج فورستر بدراسة علم الحيوانات والنباتات في البحار الجنوبية، معظمها عن طريق الرسم. لم تكن هذه العلوم هي اهتمامات فورستر الوحيده، فاهتم أيضا بالجغرافيا وعلوم الأنساب. تعلم جورج في وقت قصير لغات الجزر البولينيزية. ما زالت تستخدم تقاريره عن تلك الشعوب كمصدر لكل المؤلفات التي تهتم بهم.
رسم غورستر صورة معقدة عن مجتمعات جزر جنوب المحيط الهادئ، على عكس سابقه لويس أنطوان دي بوغانفيل، الذي احتوى تقريره من رحلته إلى تاهيتي قبل ذلك بسنوات قليلة طابعا رومانسيا غريبا.
وصف فورستر الهياكل الاجتماعية والديانات التي قابلها في تلك الجزر، جزر الجمعية وفي تونغا ونيوزيلندا. لاحظ أيضا أن لغات هذه الجزر المتناثرة متشابهة بشكل كبير. فعلى سبيل المثال كتب عن سكان جزر نوموكا (في جزيرة هاباي في تونغا حاليًا) أن لغاتهم، مركباتهم، أسلحتهم، أثاثهم، ثيابهم، أوشامهم وأسلوب لحيتهم متشابهة إلى حد كبير.
كانت الرحلة غنية بالنتائج العلمية. ومع ذلك، فإن العلاقة بين عائلة فورسترز وكوك وضباطه في كثير من الأحيان إشكالية، بسبب الحالات المزاجية لفورستر.
أما بالنسبة لكوك فكان غالبا ما يرفض إعطاء المزيد من الوقت للملاحظات العلمية، وفي رحلته الثالثة رفض اصطحاب أي علماء أو مستكشفين معه بعد تجاربه مع عائلة فورستر.

### مؤسس أدب الرحلات الحديث

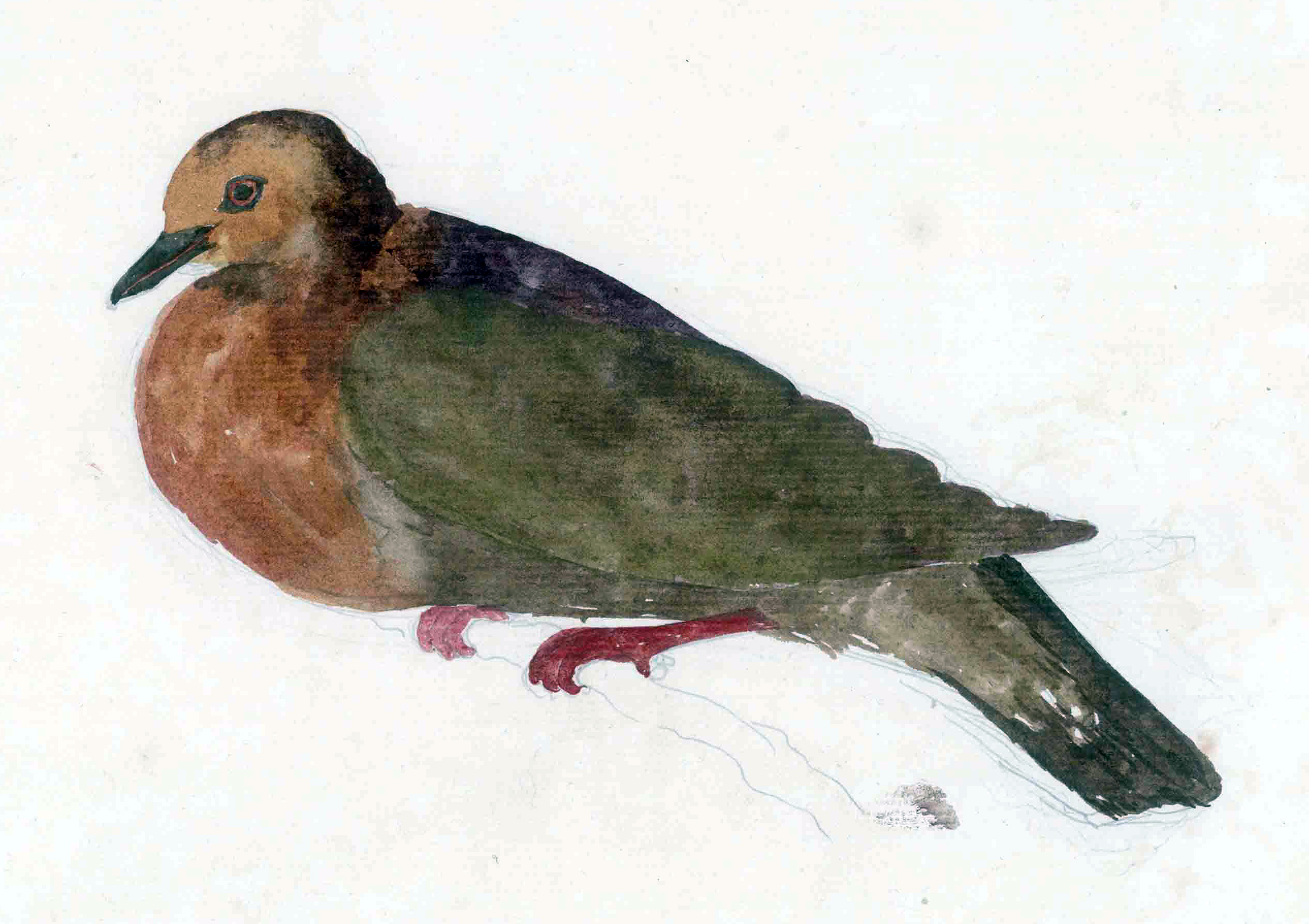
إحدى رسومات فورستر التوضيحه لنوع من الطيور (منقرض الآن)، حمامة تانا الأرضية، المعروفة أيضًا باسم حمامة فورستر في تانا.

استمرت هذه الصراعات حتى بعد الرحلة عمن له الحق في كتابه التقارير الرسمية للرحلة. كان جون مونتاجو، إيرل ساندويتش الرابع، على الرغم من استعداده لدفع المال الذي وعد به، غاضبا من الفصل الافتتاحي الذي كتبه وحرره يوهان راينهولد فورستر، وطلب بإعاده كتابته وتحريره الأمر الذي اعتبره يوهان مهينا وأنه يعامل كطالب في مدرسة يقوم مدرسية بتصحيحه.
رفض الأب أي حل وسط، فتم الطلب من كوك أن يكتب هو مصاريف الرحلة ولم تحصل عائلة فورستر على أي مال من عملهم. خلال المفاوضات، قرر فورستر الصغير إصدار تقرير غير رسمي عن رحلاتهم.
في عام 1777، نُشر كتابه «رحلة حول العالم بأمر صاحب الجلالة البريطانية» مع الكابتن جيمس كوك في الفترة ما بين عام 1772-1775. كان هذا هو التقرير الأول لبعثة كوك الثانية (نشر الكتاب قبل النشر الرسمي للرحلة بستة أسابيع) وكان الهدف من ذلك هو الجمهور العام لا المتخصصين. حازت كلا من النسخة الإنجليزية وترجمتها إلى الألمانية (المنشورة في 1778-1780) على شهرة كبيره، حتى أن الشاعر كريستوف مارتين فيلاند قد أشاد به كثيرا واصفا إياه بالكتاب الأهم في عصره. لا يزال الكتاب حتى وقتنا الحالي من أهم الكتب التي وصفت أدب الرحلات على الإطلاق.
أثر الكتاب بدرجة كبيرة على الأدب الألماني، الثقافة والعلوم وألهم العديد من العلماء مثل ألكسندر فون هومبولت وغيره من علماء الإثنولوجيا.
كتب فورستر نثرا مصقولا باللغة الألمانية عن رحلاته، الذي لم يكن دقيق من الناحية العلمية وموضوعي فحسب، بل كان أيضا مثير للاهتمام وسهل القراءة. لم تكن تلك الكتابات مشابهة لما يتم كتابته في أدب الرحلات في ذلك الوقت. ففي تلك الحقبة لم تكن الكتابات أكثر من مجرد جمع للبيانات (شملت هذه البيانات علم الأصول والأنساب، الثقافة، الديانات، التقاليد والعادات في كل بلد، وغالبا ما كان يذكر الكاتب ملاحظات فلسفية عن ما يراه). أما فورستر فانتهج منهجا جديدا في الكتابة فكان تركيزه الرئيسي على الأشخاص: سلوكهم، عاداتهم، دينهم، حفلاتهم، أسمائهم وأشكال التنظيم الاجتماعي لديهم. فعلى سبيل المثال، قدم فورستر في كتابه «رحلة حول العالم» الأغاني الشعبية المشهورة بها شعب بولينيزيا، كاملة الكلمات. لذلك يعتبر ذلك الكتاب هو أحد أهم المصادر فيما يتعلق بمجتمعات جنوب المحيط الهادي قبل أن تتأثر بالطباع الإنجليزية.

### الحياة الأكاديمية
بعد نشر فورستر لكاتبه «رحله حول العالم» حاز على احترام المجتمع العلمي في جميع أنحاء أوروبا. في 9 يناير 1777، تم اختياره كعضو في الجمعية الملكية وهو لم يكمل عامه الثالث والعشرين. تم تكريمه أيضا من أكاديميات مختلفه من برلين إلى مدريد، لكن جميع هذه التكريمات كانت تشريفيه غير مدفوعة الأجر.
في عام 1778، سافر إلى ألمانيا ليتولى منصب تدريسي كأستاذ تاريخ طبيعي في الكوليجيوم كارولينوم في كاسل، حيث التقى مع تيريز هاين، ابنة كريستيان غوتلوب هاين، التي أصبحت بعد ذلك واحدة من أوائل وأهم الكاتبات المستقلات في تاريخ ألمانيا. تزوج الثنائي في عام 1785 (بعد مغادرته كاسل) رزق الثنائي بثلاث أطفال، لكن على الرغم من ذلك لم يكن زواجهم سعيدا.
بدأ فورستر في كاسيل بالانخراط مع الشخصيات التنورية الهامة، مثل ليسينغ، هردر، فيلاند وغوته. كما تعاون مع صديقه جورج كريستوف ليشتنبرغ لتأسيس مجلة علمية وأدبية تحت اسم "Göttingisches Magazin der Wissenschaften und Litteratur".
في عام 1784، وافق فورستر على عرض لجنة التربية الوطنية البولندية في الحصول على منصب رئيس قسم التاريخ الطبيعي في جامعة في فيلنيوس. كان المنصب في الأسابيع الأولى جيدا لكن مع مرور الوقت شعر فورستر بالعزلة الشديدة بالرغم من حفاظه على اتصالاته مع علماء ألمانيا وخصوصا مع صديقه إيمانويل كانت.
في عام 1785، سافر فورستر إلى جامعة هاله حيث قدم أطروحته حول نباتات جنوب المحيط الهادي راغبا في الحصول على درجة الدكتوراه في الطب.
بالعودة إلى فيلنيوس، لم يتمكن فورستر من تحقيق حلمه في بناء مركز علمي لعدم استطاعته توفير دعم مالي مناسب من السلطات البولندية. علاوة على ذلك، فإن خطابه الشهير عن التاريخ الطبيعي عام 1785 لم يلاحظه أحد تقريبا ولم يطبع حتى عام 1843. كل هذه الأحداث أدت إلى توتر العلاقة بينه وبين المجتمع المحلي. لكن كل هذا تغير بعد عرض الملكة كاثرين الثانية من روسيا مكانا له في رحله حول العالم (رحلة مولفيسكي) مقابل الحصول على مكافأة رفيعة ومنصب أستاذ في جامعة سانت بطرسبرغ. كان هذا هو سبب الخلاف بين فورستر والعالم البولندي يندري شنياديسكي، الذي إنتهى في نهاية المطاف بسحب الاقتراح الروسي ومغادرة فورستر فيلنيوس.
إتجه فورستر إلى ماينز واستقر بها وعمل كأمين مكتبة جامعة ماينز، المنصب الذي كان يشغله في السابق صديقه يوهان فون مولر وحرص على أن يخلفة فورستر بعد انتقاله للعمل في إدارة أعمال الأمير الناخب فريدريك كارل جوزيف فون إرتال.
استمر فورستر في نشر مقالات عن الاستكشافات المعاصرة التي لم وصفها المجتمع العلمي بغزيرة المعلومات؛ فعلى سبيل المثال، كتب عن رحلة كوك الثالثة إلى جنوب المحيط الهادي، رحلة باونتي كما قام بترجمة مذكرات كوك إلى اللغة الألمانية.
فورستر من المولعين بعلم اللاهوت، نرى ذلك في رسالته إلى الملكة كاثرين الثانية والتي يطلب فيها تمويل بعثته إلى الهند لدراسة اللاهوت، الأمر الذي رفضته الملكة. يرجع الفضل في ترجمة مسرحية شاكونتالا المكتوبة باللغة السنسكريتية إليه، بعد أن استخدم نسخه لاتينية قدمها له السير وليام جونز. أثرت تلك الترجمة كثيرا في هردر وزاددت اهتمام الألمان بالثقافة الهندية.

## مناظر من أسفل الراين

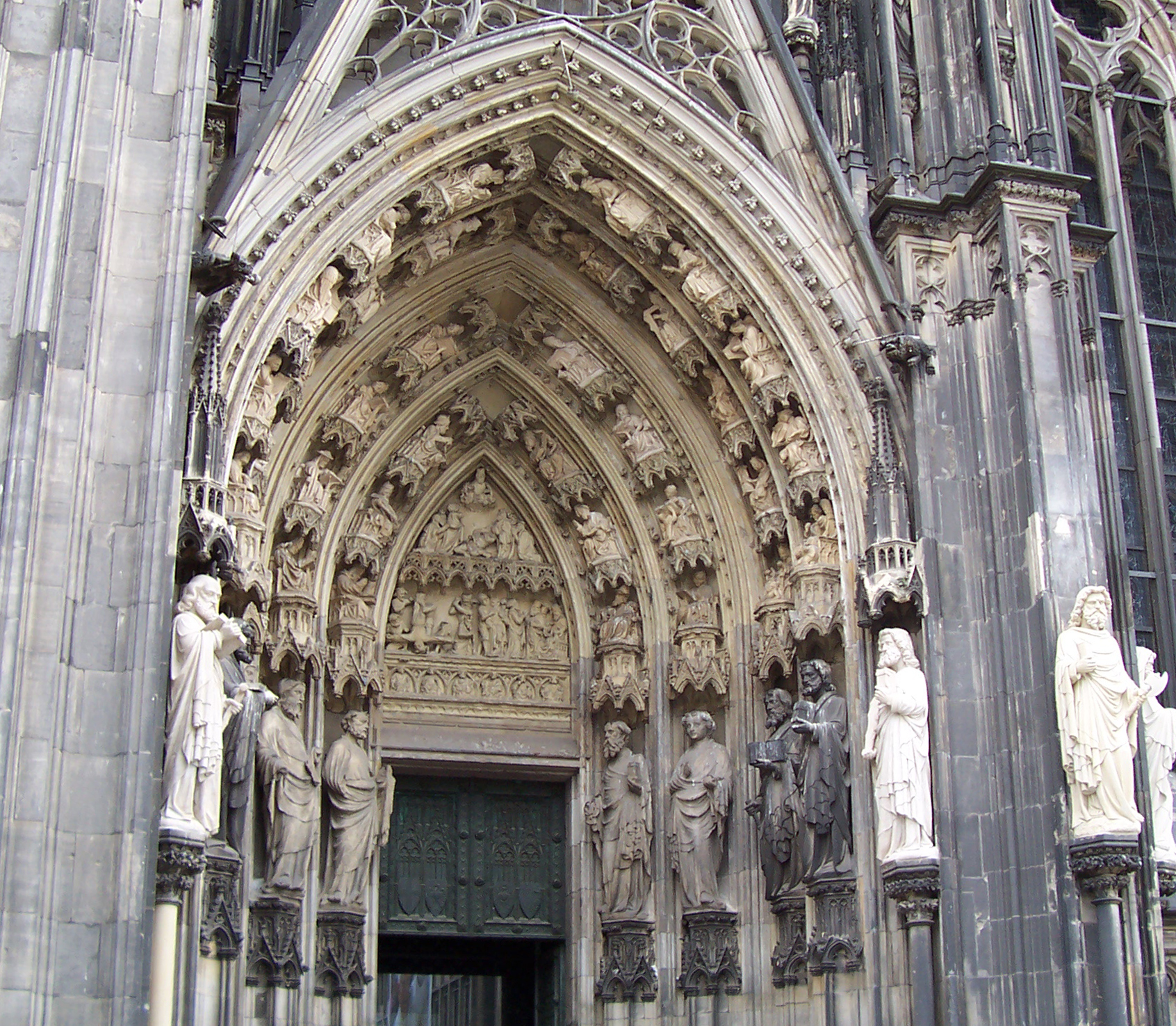
إحدى مداخل كاتدرائية كولونيا

في الربع الثاني من عام 1790، بدأ فورستر بصحبه الشاب ألكسندر فون هومبولت من ماينز رحلة طويلة عبر جنوب هولندا، فالمقاطعات المتحدة، مرورا بإنجلترا لتنتهي في باريس.
كتب فورستر رحلته في ثلاث مجلدات وصف فيها ما شاهده من مناظر تحت جسر الراين، برابنت، فلاندر، هولندا، إنجلترا وفرنسا في إبريل، مايو ويونيو من عام 1790، طبع الكتاب ونشر في الفترة 1791-1794.
وصف غوته الكتاب قائلا:
«يريد المرء بعد الانتهاء من القراءة أن يعيده من جديد ويتمنى أن يسافر مع هذا المراقب الجيد الغني بالمعرفة».
يتضمن الكتاب تعليقات على تاريخ الفن كافية لجعل البعض يقول أن الكتاب يستهدف علماء الأعراق. على سبيل المثال، يعتبر فورستر من أوائل الكتاب الذين وصفوا إبداع العمارة القوطية لكاتدرائية كولونيا، والتي كان ينظر إليها قبل ذلك على أنها عمل بربري. الكتاب متطابق بشكل جيد مع الحركات الفكرية الرومانسية المبكرة في أوروبا الناطقة بالألمانية.
تركز اهتمام مرة أخرى على السلوك الاجتماعي للناس، مثل ما قام به قبل 15 عام في المحيط الهادئ مع كابتن كوك. أثارت الانتفاضات الوطنية التي عاشها في فلاندر وبرابنت والثورة في فرنسا فضوله بشده. كونت رحلاته في تلك المناطق، إلى جانب فترة حياته في هولندا وإنجلترا، فكر فورستر السياسي.
دائما ما كان فورستر معارض موثوق للنظام القديم لذلك رحب بشدة بالثورة مؤمنا بأنها بداية لعصر التنوير. في صباح يوم 30 يوليو 1789، بعد وقت قصير من سماعه عن اقتحام الباستيل، كتب لوالد زوجته عالم اللغة كريستيان جوتلوب هاين رسالة يصف له فيها عن مدى سعادته في رؤية تأثير الفلسفة على الناس والدولة.

## الحياة كثوري

### تأسيس جمهورية ماينتس

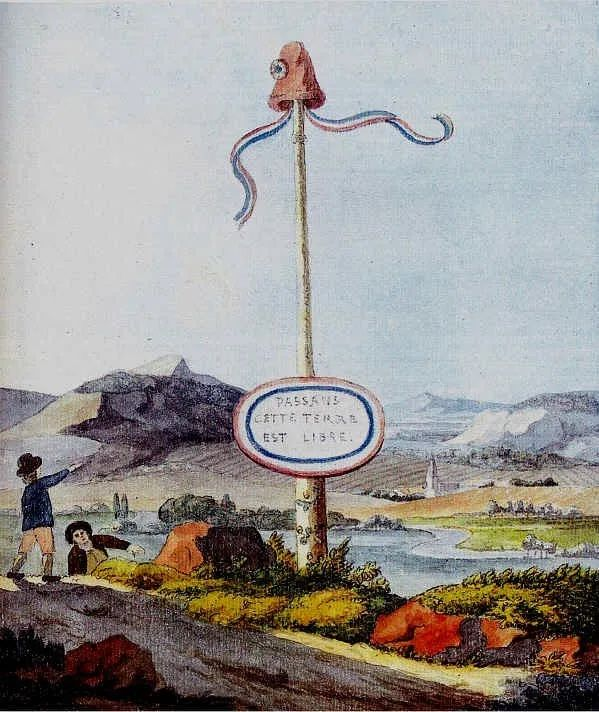
قطب الحرية، رمز الثورة الفرنسية وشعار جمهورية ماينتس. لوحة بألوان الماء للأديب يوهان فولفغانغ فون غوته.

في 21 أكتوبر 1792، سيطر الجيش الثوري الفرنسي بقيادة الجنرال كوستين على مدينة ماينتس. في 23 أكتوبر، شارك فورستر في تأسيس نادي اليعاقبة يدعى «أصدقاء الحرية والمساواة» في القصر الانتخابي وله دور كبير في تأسيس جمهورية ماينتس، أول جمهورية على الأراضي الألمانية ترسخ مبادئ الديمقراطية. أصبح فورستر هو أول نائب رئيس مؤقت للجمهورية ومرشحا قويا في الانتخابات البرلمانية.
عمل فورستر رئيس تحرير صحيفة ماينتس الجديدة في الفترة ما بين يناير ومارس 1793. كتب في مقالته الأولى:
وترجمتها:
«تسود حرية الصحافة في النهاية داخل هذه الجدران حيث تم اختراع المطبعة».
لم تدم هذه الحرية طويلا، حيث أن جمهورية ماينتس لم تدم طويلا بعد رجوع القوات الفرنسية في يوليو 1793 وحصارهم ماينز. لم يكن فورستر موجودا في المدينة أثناء الحصار، حيث كان في باريس مع أدم لوكس بصفتهما كسفيرين لتقديم طلب لتصبح الماينز جزءا من الجمهورية الفرنسية. تم قبول الطلب، لكن لم يكن له تأثير يذكر لاحتلال القوات البروسية والنمساوية واستعادهم النظام القديم.
تمت مصادره مكتبة فورستر ومجموعاته وقرر هو البقاء في باريس.

### الموت في ثورة باريس

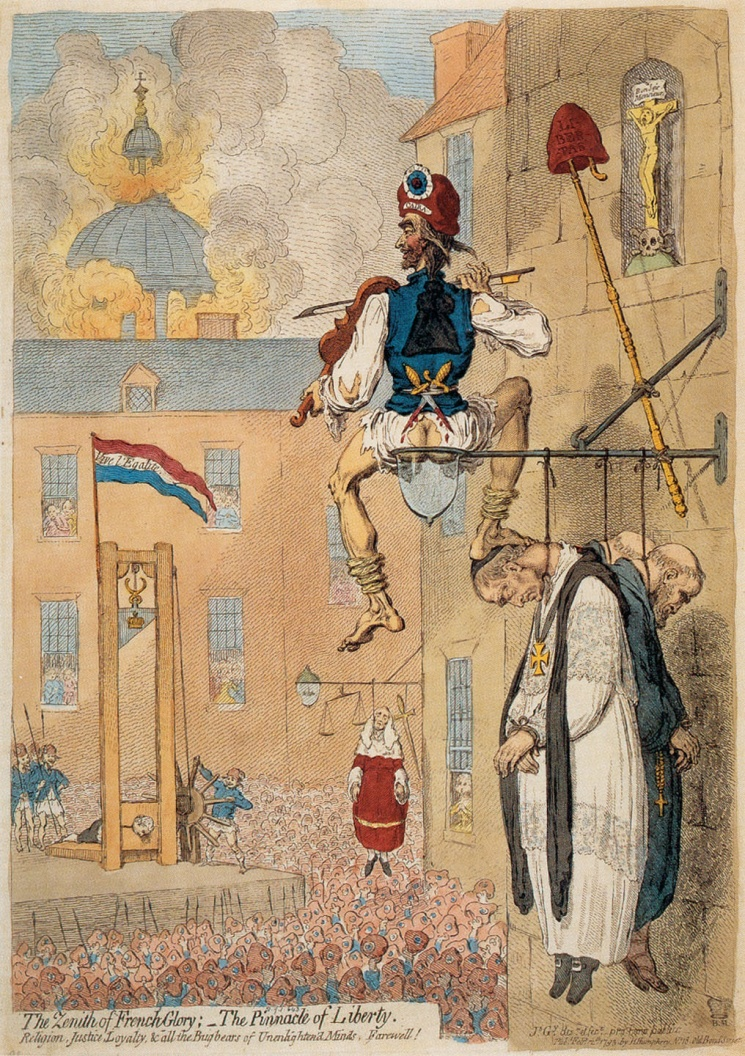
كاريكاتير للرسام جيمس جيلري عن الفوضى التي نشبت بعد الثورة الفرنسية

تم إعلان فورستر والذين تعاونوا مع الحكومة الثورية الفرنسية في المرسوم الذي أصدره الإمبراطور فرانسيس الثاني بخارج عن القانون وتم وضعهم تحت الحظر الإمبراطوري. ووضع مبلغ 100 قطعة من الذهب البندقي لمن يقتله، لذلك لم يتمكن من العودة إلى ألمانيا.
بقى فورستر في باريس وحيدا بدون زوجته التي بقيت في ماينز مع أطفالها وزوجها الجديد لودفيغ فرديناند هوبر. في ذلك الوقت، دخلت الثورة في باريس عهد الإرهاب الذي وضعته لجنة السلامة العامة تحت حكم ماكسميليان روبسبيار. مثل فريدريش شيلر، لم يتراجع فورستر عن مبادئه الثورية تحت ضغط الإرهاب. واعتبر الأحداث في فرنسا كقوة طبيعية لا يمكن إبطائها، وكان عليها أن تطلق طاقاتها الخاصة لتجنب أن تكون أكثر تدميرا.
توفي فورستر بعد معاناة من مرض روماتيزمي وحيدا في شقته الصغيرة في شارع ديه مولان، في باريس في يناير 1794. توفي وهو ما يزال في التاسعة والثلاثين من عمره، في الوقت الذي يخطط فيه لزيارة الهند.

## تقاريره عن الشعوب وثقافتها

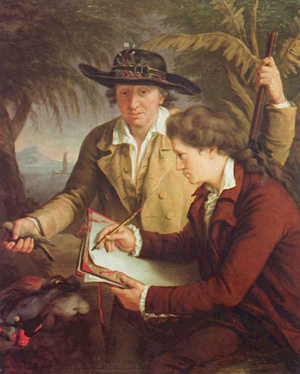
يوهان فورستر وجورج فورستر في تاهيتي، لجون فرانسيس ريجاد، عام 1780.

لفورستر جذور اسكتلندية جزئيا حيث ولد في بروسيا الملكية البولندية، لذلك هو بولندي المولد. عشق فورستر السفر منذ صغره، عمل في كلا من روسيا، إنجلترا، بولندا والعديد من الأقاليم الألمانية انتهت هذه المسيرة في فرنسا. بالإضافة إلى نشأته العلمية القائمة على مبادئ التنوير، اكتسب خلال سفره نظرات واسعة على مختلف المجتمعات العرقية والوطنية، قال في إحدى كتاباته:
«لا أملك أي ضغينة عن أي شعب من شعوب الأرض، فالمديح واللوم مستقلات عندي عن التحيز الوطني».
يؤمن فورستر أن جميع البشر لديهم نفس القدرات فيما يتعلق بالعقل، المشاعر والخيال لكنهم يستخدموا تلك القدرات بطرق مختلفة في بيئات مختلفة، مما يؤدي إلى ظهور ثقافات وحضارات مختلفة. وفقا له، يرجع سبب كون ثقافة تييرا دل فويغو أدنى مستوى من الثقافة الأوروبية إلى صعوبة ظروف الحياة هناك. بالرغم من موضوعيته في أغلب كتاباته إلا أنه استخدم عبارات مهينة تعبر عن التحامل ضد البولندين في رسائله الخاصة أثناء إقامته في فيلنيوس وفي مذكراته أثناء رحلاته عبر بولندا. لكنه بالرغم من ذلك لم ينشر أي من هذه الأراء واحتفظ بها ولم تكتشف إلا بعد وفاته، عندما تم الإفراج عن مراسلاته الخاصة واليوميات للجمهور. بسبب شهرة فورستر وأرائه الحاسمة تم اعتبار اراءه عن بولندا حقيقة لا تقبل الجدل واستخدمت في برهنة تفوق الجنس الآري على باقي الأجناس.
كان فورستر مرحب به في جميع شعوب الأمم المختلفة، حيث كان ثوريا عنيفا عند التعامل مع الألمان، معارضا فخورا في تعامله مع الإنجليز، غير مكترث بشأن علوم البولندين وسياسيا شهيرا في فرنسا.

## الإرث
بعد وفاة فورستر، ضاعت أغلب أعماله غير الموجودة في الدوائر المهنية. قد يرجع هذا إلى سببين أولهما هو انشغاله الدائم بالسياسة وبالثورة الفرنسية. أما الثاني هو سيطرة الحكومة الألمانية على مكتبته ومجموعاته، وتوتر علاقته بالشعب الألماني حيث إعتبروه خائنا للوطن. استمر موقفهم على فورستر حتى بعد وفاته، رثاه الفيلسوف فريدريش شليجل في القرن التاسع عشر في كتابه قائلا:
«من بين كل هؤلاء المؤلفين النثريين الذين حققوا ما يكفي لإعتبارهم رواد الحركة الكلاسيكية الألمانية، لم أرى من لديه روح وحافز أكبر من جورج فورستر».
تمت إحياء أعمال فورستر الثورية إبان الثورة الألمانية 1848–1849. لكنه كان منسيا إلى حد كبير تحت حكم فيلهلم الثاني ومنسيا بالكامل في فترة الرايخ الثالث. في ستينات القرن العشرين، في ألمانيا الشرقية، لمع اسم فورستر كبطل وثائر ضد الطبقية.
تم إطلاق إسمه على محطة أبحاث ألمانيا الشرقية في أنتاركتيكا التي افتتحت في 25 أكتوبر 1987. كما اسمت مؤسسة ألكسندر فون هامبولت برنامج المنح الدراسية للباحثين الأجانب من البلدان النامية على إسمه تكريما له وتخليدا لذكراه لما قام به من أعمال حاسمة في تطوير علم الأعراق.
لم يصل إلينا من مجموعات فورستر غير مجموعتين الأولى معروضة في سامبلونغ فور فيلكركندي في غوتنغن والثانية في متحف بيت ريفرز في أوكسفورد.

## الأعمال
- رحلة حول العالم بأمر صاحب الجلالة البريطانية مع الكابتن جيمس كوك خلال الأعوام 1772، 1773، 1774، 1775.(preview)
- De Plantis Esculentis Insularum Oceani Australis Commentatio Botanica (1786)(preview)
- Florulae Insularum Australium Prodromus (1786)- متاح على الأنترنت.Project Gutenberg
- مقالات عن الجغرافيا الأخلاقية، التاريخ الطبيعي والفلسفة (1789-1797).
- مناظر أسفل الراين، برابنت، فلاندر (ثلاث مجدات، 1791-1994).
- Georg Forsters Werke, Sämtliche Schriften, Tagebücher, Briefe, Deutsche Akademie der Wissenschaften zu Berlin, G. Steiner et al. Berlin: Akademie 1958
- Werke in vier Bänden, Gerhard Steiner (editor). Leipzig: Insel 1965. ASIN: B00307GDQ0
- Reise um die Welt, Gerhard Steiner (editor). Frankfurt am Main: Insel, 1983. (ردمك 3-458-32457-7)
- Ansichten vom Niederrhein, Gerhard Steiner (editor). Frankfurt am Main: Insel, 1989. (ردمك 3-458-32836-X)
- Georg Forster, Briefe an Ernst Friedrich Hector Falcke. Neu aufgefundene Forsteriana aus der Gold- und Rosenkreuzerzeit, Michael Ewert, Hermann Schüttler (editors). Georg-Forster-Studien Beiheft 4. Kassel: Kassel University Press 2009. (ردمك 978-3-89958-485-1)